# Elektron (Werkstoff)
Beim technischen Werkstoff Elektron handelt es sich um Magnesiumlegierungen aus mindestens 90 % Magnesium und knapp 10 % Aluminium, außerdem können in geringen, unterschiedlichen Anteilen Zink, Zinn und weitere Legierungsbestandteile enthalten sein.

## Eigenschaften
Elektron gibt es als Guss- und Knetlegierungen, die sich durch gute Korrosionsbeständigkeit, auch gegen Salzwasser, auszeichnen. Entwickelt wurde es 1908 von der Chemischen Fabrik Griesheim-Elektron.
Elektron schmilzt bei ca. 650 °C und verbrennt dann in Gegenwart von Luftsauerstoff stark exotherm und gleißend hell (ca. 2200 °C). Die Dichte liegt (je nach Zusammensetzung) bei 1,8 g/cm³ und damit deutlich unter der von Aluminiumlegierungen. Ein solcher Metallbrand kann mit Wasser nicht gelöscht werden. Mögliche Löschmittel sind Metallbrand-Löschpulver (D-Pulver), trockener Sand, Zementpulver oder Natriumchlorid.

## Geschichte
Anfang des 19. Jahrhunderts wurden die Metalle Aluminium (Dichte 2,70 g/cm³) und Magnesium (Dichte 1,70 g/cm³) entdeckt. Sie waren sehr leicht und gaben der Hoffnung Nahrung, daraus neue Werkstoffe entwickeln zu können.
Die Entwicklung eines brauchbaren Werkstoffes aus diesen Elementen stand auf der Tagesordnung. Die Versuche Friedrich Wöhlers (1800–1882) und anderer Wissenschaftler, Aluminium mit Kupfer, Magnesium, Nickel, Wolfram und Zinn zu legieren, brachten bis Anfang der 1890er Jahre keinen Erfolg.
Erst Ludwig Mach (1868–1951) gelang es 1894 in Jena, eine brauchbare Legierung aus Aluminium und Magnesium herzustellen. Er nannte seine Legierung „Magnalium“, die 70 bis 90 Prozent Aluminium und 10 bis 30 Prozent Magnesium enthielt. Die Legierung wurde in der Geräteindustrie und dem Motorenbau bis etwa 1910 eingesetzt. Allerdings schwankten die mechanischen Eigenschaften der gegossenen Chargen aufgrund der noch unausgereiften Herstellungs- und Verarbeitungsverfahren dermaßen, dass die Legierung trotz der anfänglichen Erfolge von der Industrie abgelehnt wurde.
1905 begann Dr. Gustav Pistor, Direktor und Technischer Leiter der Chemischen Fabrik Griesheim-Elektron, Magnesium als Hauptbaustein für Legierungen einzusetzen. Es gelang ihm, Legierungen herzustellen, die dem Magnesium neue Anwendungsgebiete eröffneten. Auf der ersten Internationalen Luftschiffahrt-Ausstellung Frankfurt 1909 konnte erstmals eine Magnesium-Legierung vorgestellt werden. Sie erhielt den Markennamen „Elektron“. Die wesentlichen Vorzüge der Legierung, eine hohe Festigkeit und geringes Gewicht, brachten der neuen Legierung einen ersten Preis auf der ILA 1909 ein.
Durch intensive Forschungsarbeiten konnten die anfänglichen Mängel, eine schlechte Bearbeitbarkeit und die hohe Korrosionsneigung, beseitigt werden. Später fand man heraus, dass Elektron ein hohes Schwingungs-Dämpfungsvermögen aufweist und so hervorragend für die Herstellung von Motoren geeignet ist.
In den 1920er und 1930er Jahren erreichte man durch intensive Forschung die Einführung des Elektron-Metalls im Maschinenbau, im Textilmaschinenbau und in der Autoindustrie. Anfang der 1930er Jahre erkannte auch die Flugzeugindustrie die Vorteile der Elektron-Legierungen. Viele Flugzeuge und Flugzeugmotoren wurden deshalb mit Bauteilen aus Elektron ausgerüstet und erreichten Spitzenleistungen.
Um 1930 waren die wesentlichen Grundlagen zur Entwicklung brauchbarer Magnesium-Legierungen abgeschlossen. Immer mehr Halbzeuge für den Bau von Schnellbooten, U-Booten und Flugzeugen wurden nunmehr direkt in Bitterfeld hergestellt. Für das Flugzeug Ju 52 wurden beispielsweise 50 verschiedene Presslinge gefertigt. In großem Umfang setzte die Industrie den leichten, festen und gut bearbeitbaren Werkstoff ein. Die Leistungen der Bitterfelder Forscher wurden weltweit als „Bitterfelder Schule“ anerkannt. Auf der Weltausstellung 1937 in Paris erhielten sie für „die weltbekannten Legierungen der I.G. Farbenindustrie AG, Bitterfeld“ den Grand Prix. Das „Metall-Labor“ in Bitterfeld war bis zum Ende des Zweiten Weltkriegs die größte Leichtmetall-Forschungseinrichtung der Welt.
Die Brandgefährlichkeit von Elektron führte ab dem 23. März 1945 zu einem wochenlangen Brand, als bei den Honsel-Werken in Meschede in den letzten Kriegstagen durch eine Bombardierung ein Werkstoffvorrat von Elektron anfing zu brennen.

## Verwendung
- Elektron wird seit 1918 für die Hülle von Elektron-Thermit-Stabbrandbomben verwendet.
- Elektron wird für Bauteile der Optik und Feinmechanik und im Flugzeugbau verwendet.
- Die Motordeckel der Honda XL250 K0 bestehen aus Elektron.
- Schwinge, Bremstrommelkörper und Ankerplatte des Vorderrades, Bremsschild des Hinterrades, das Hinterrad (Felge, Speichen und Nabe in einem Stück gegossen) und das Heckteil des von 1973 bis 1979 produzierten Motorrades Münch „Mammut“ 1200 TTS/E wurden aus Elektron gefertigt.
- Der Prototyp Bugatti Type 57C Aérolithe von 1934 hatte eine Karosserie aus Elektron-Halbschalen, die an einem mittig über das ganze Fahrzeug verlaufenden Flansch vernietet sind. Dieses Gestaltungselement, nicht aber das Material Elektron, findet sich auch am bekannteren Bugatti Type 57SC Atlantic.[5]
- Die Karosserie des Mercedes-Benz 300 SLR war aus Elektron gefertigt, was 1955 in Le Mans zur schwersten Katastrophe in der Geschichte des Motorsports beitrug.
- Die Karosserie des letzten Borgward 1500 RS ist aus Elektron.
- Motorgehäuse von Fichtel und Sachs waren aus Elektron-Druckguss

## Gleichnamige Werkstoffe
- In der Antike galten Legierungen aus Gold und Silber als Elektron. Dieses diente vor allem zur Prägung von Münzen.
- Die altgriechische Bezeichnung für Bernstein, welcher aus Kohlenwasserstoffen besteht, lautet Elektron. Daraus leiten sich die Begriffe Elektrizität, Elektronik und das elektrisch negativ geladene Elementarteilchen Elektron ab, da an Bernstein erstmals die elektrostatische Aufladung mit ebendieser Polarität beobachtet wurde.